# Rodolfo Volk
Rodolfo Volk (Rijeka, 14. siječnja 1906. – Nemi, provincija Rim, 2. listopada 1983.), je talijanski nogometaš hrvatskog podrijetla i rođenja. Igrao je na mjestu napadača.
Igrao je za "Fiumanu", "Romu" i "Pisu".
Počeo je u "Fiumani", iz koje je otišao zajedno s Marcellom Mihalichem (potonji je otišao u "Napoli").
Postao je u malo vremena jednim od prvih idola momčadi s Campa Testaccia, gdje je bio prvim igračem koji je postigao službeni pogodak.
Ljeti 1933., ga se, nakon dovođenja Italo-Argentinaca Enrica Guaite, Alessandra Scopellija i Andree Stagnara te Talijanca Elvia Banchera, prije vremena ga se prodalo u "Pisu", uz veliko protivljenje navijača.

## Nastupi po sezonama
Za "Romu" je odigrao 157 utakmica, postigavši 103 pogotka. U prvenstvima, treći je strijelac "Rome" svih vremena, iza Roberta Pruzza i Francesca Tottija (stanje koncem lipnja 2007.). U sezoni Serie A 1930/31. je bio najboljim strijelcem talijanske prve nogometne lige s 29 postignutih pogodaka.
Kao igrač, bio je snažnog udarca, brzih pokreta. Najopasniji je bio kad je igrao leđima prema vratima. Nije bio fine tehnike, ali je postizavao pogotke sa svih pozicija na igralištu.

## Zanimljivosti
Za vrijeme fašističke vlasti, njegovo prezime je bilo talijanizirano u "Folchi", zbog zahtjeva režima.
Navijači su ga smatrali pravim herojem, pa je dobio nadimak "Sigrido" (tal. za "Sigfrida" iz "Sage o Nibelunzima"), a potom je to još više porimljeno u "Sigghefrido". Nosio je i nadimak "Sciabbolone", kao suprotnost nadimku "Sciaboletta", nadimak dan kralju Viktoru Emanuelu III.
Strijelcem je prvog pogotka u derbiju između "Rome" i "Lazija"; isti je odigran 1929. godine, i završio je s 1:0.
Vojsku je služio u Firenci. Ondje je bio i dijelom povijesti "Fiorentine", doduše neslužbene. Naime, 1926. je zaigrao protiv "Sampierdarenesea", ali pod pseudonimom Bolteni, jer je prema propisima bila zabranjena svaka vanjska djelatnost za vrijeme vojne službe.

## Vanjske poveznice
- Slika